# Carl von Clausewitz
Carl Philipp Gottlieb von Clausewitz (1. června 1780 Burg bei Magdeburg – 16. listopadu 1831 Vratislav) byl pruský generál a významný válečný stratég a teoretik. Jeho hlavním dílem je kniha O válce (Vom Kriege), kterou vydala po jeho smrti jeho manželka Marie von Brühl.
Hledal přiléhavý výraz pro vojenskou teorii, zavrhoval termín „vojenská věda“, přednost dával výrazu „vojenské umění“. Analyzoval pojetí útoku i obrany a byl toho názoru, že obrana je účinnější formou válečných aktivit.
Z jeho úst pochází výrok „Válka je pouze pokračování politiky jinými prostředky“. Je mu též připisováno autorství pojmu „válečná mlha“.
Zemřel v roce 1831 na choleru. Původně byl pochován na vojenském hřbitově ve Vratislavi. V roce 1971 byly na žádost východoněmecké vlády jeho ostatky přeneseny do rodného města.

## Biografie v datech
- 1780 – 1. června se narodil;
- 1792 – vstup do pruské armády (34. pěchotní pluk);
- 1793–1794 – bojoval ve válce s Francií;
- 1795 – byl posádkou v Neuruppinu; byl povýšen na poručíka;
- 1801 – přijat do pozdější Válečné akademie v Berlíně (tehdejším ředitelem byl Gerhard von Scharnhorst);
- 1804 – ukončil Akademii s vynikajícím prospěchem. Poznal se s Marií von Brühl;
- 1806 – zajat v bojích s Francouzi;
- 1807–1808 – v zajetí ve Francii a Švýcarsku;
- 1808 – stal se asistentem Scharnhorsta a podílel se na reorganizaci pruské armády;
- 1810 – jmenován profesorem Pruské vojenské akademie; dostal na starost vojenskou výchovu následníka trůnu; oženil se s hraběnkou Marií von Brühl;
- 1812–1813 – odmítl vojenskou spolupráci s Francií, opustil pruskou armádu a vstoupil do ruské armády. Sestavil rukopis Zásady války jako instrukce pro následníka trůnu. Bojoval v celém ruském tažení, sehrál klíčovou roli při dezerci pruských Yorckových jednotek z francouzské armády, stal se ruským důstojníkem u Blüchera, později jmenován velitelem rusko-pruské legie;
- 1814 – návrat do pruské armády;
- 1815 – bojoval v bitvě u Waterloo jako velitel štábu III. sboru pruské armády generála Thielmanna;
- 1816–1818 – sloužil v štábu generála Gneisenau v Koblenci;
- 1818 – získal hodnost generálmajora; stal se ředitelem Pruské vojenské akademie (ve funkci zůstal do roku 1830); v té době se věnoval především vědeckému bádání ;
- 1831 – jmenován velitelem štábu výzvědné armády generála von Gneisenau v Poznani, lokalizované na hranici s Polskem s úkolem kontrolovat listopadové povstání; ruská intervenční armáda s sebou zavlekla epidemii cholery, na kterou 16. listopadu ve Vratislavi zemřel;

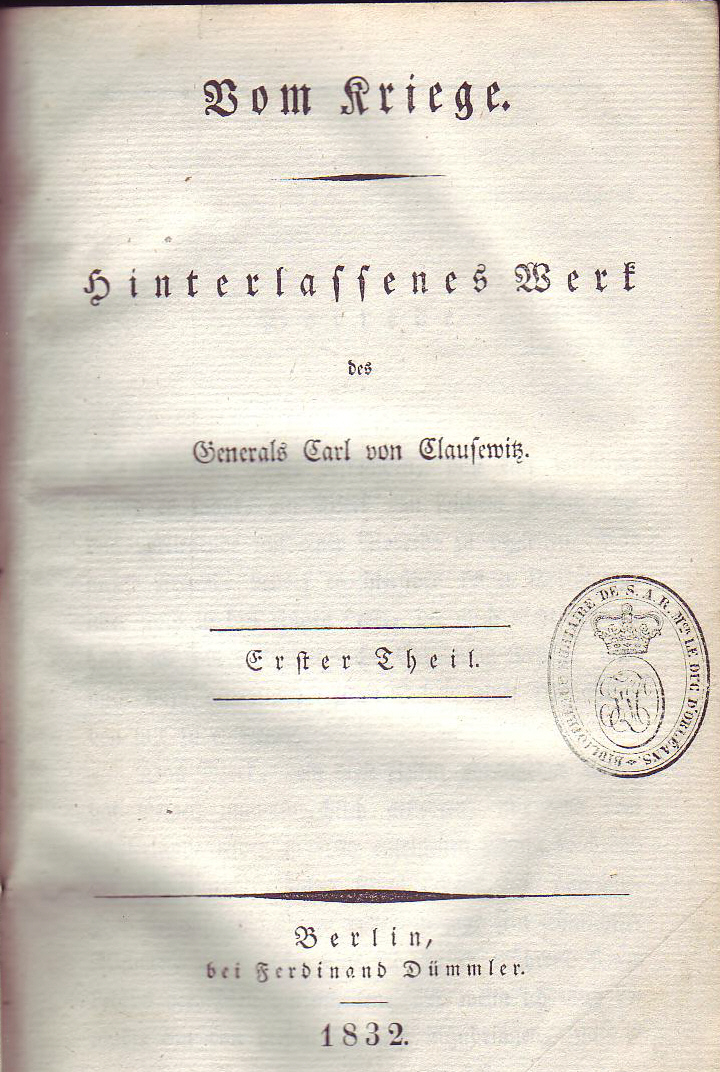
Originální titulní strana knihy Vom Kriege z roku 1832

Jeho hlavní dílo Vom Kriege (O válce) publikovala po jeho smrti v letech 1832–1837 v Berlíně jeho manželka Marie von Brühl.